# Fess Parker
Fess Elisha Parker, Jr. (Fort Worth, 16 de agosto de 1924 — Santa Ynez, 18 de março de 2010) foi um ator norte-americano bastante conhecido a partir da década de 1950, por interpretar Davy Crockett e Daniel Boone. Abandonou a carreira de ator em 1973. 
Era casado com a mesma esposa desde 1960 (Marcella). Aficcionado por vinhos, comprou um hotel em 1998 (The Grand Hotel), em Los Olivos, na Califórnia, hoje chamado de Fess Parkers Wine Country Inn & Spa.

O ator em 1985

Parker morreu aos 85 anos, de causas naturais, em sua casa em Santa Ynez, Califórnia, perto do Parker Fess Winery, em 18 de março de 2010.

## Filmografia
- Harvey (1950)
- No Room for the Groom (1952)
- Untamed Frontier (1952)
- Springfield Rifle (1952)
- Take Me to Town (1953)
- The Kid from Left Field (1953)
- Island in the Sky (1953)
- Thunder Over the Plains (1953)
- Dragonfly Squadron (1954)
- Them! (1954)
- The Bounty Hunter (1954)
- Battle Cry (1955)
- Davy Crockett, King of the Wild Frontier (1955)
- The Great Locomotive Chase (1956)
- Davy Crockett and the River Pirates (1956)
- Westward Ho, The Wagons! (1956)
- Old Yeller (1957)
- The Light in the Forest (1958)
- The Hangman (1959)
- Alias Jesse James (1959)
- The Jayhawkers! (1959)
- Hell Is for Heroes (1962)
- Smoky (1966)
- Daniel Boone: Frontier Trail Rider (1966)

### Televisão
- Davy Crockett (minisérie 1954-1955)
- City Detective (1 episódio, 1955)
- Mr. Smith Goes to Washington (1962-1963)
- Daniel Boone (membro do elenco principal de 1964-1970, com Ed Ames, Patricia Blair, Darby Hinton, e Veronica Cartwright)
- Climb an Angry Mountain (1972)
- The Fess Parker Show (1974) (piloto)